# Iven
Iven ist eine Gemeinde westlich von Anklam. Sie wird seit dem 1. Januar 2005 vom Amt Anklam-Land mit Sitz in der Gemeinde Spantekow verwaltet. Bis zum 31. Dezember 2004 gehörte die Gemeinde zum Amt Krien.

## Geografie und Verkehr
Iven liegt an der Bundesstraße 199. Die Stadt Anklam liegt rund 15 km östlich. Die Bundesautobahn 20 ist über die Anschlussstelle Anklam (circa 20 km) zu erreichen.

## Geschichte

### Ortsgeschichte
Iven wurde 1567 erstmals urkundlich mit seinem aktuellen Namen genannt. Lediglich zwei Mal wurde der Name Iwen geschrieben. Trotz der scheinbar deutschen Namensschreibung soll der Ort eine slawische Gründung mit der Namensdeutung „Bachweiden“ sein.
Auf dem Gemeindegebiet südöstlich von Iven ist eine Wüstung Cobrow (auch Kobrow) verzeichnet. Der Ort ist ebenfalls in den Matrikeln von 1567 genannt, aber schon als wüst bezeichnet worden. Er ist jetzt nur noch in Flurnamen überliefert.
Iven ist von der Anlage her ein Angerdorf, von der Funktion her jedoch ein Guts- und Kirchdorf. Von den Gutsgebäuden sind zwei Stallspeicher erhalten, die im Untergeschoss aus Feldstein, im Obergeschoss aus Backstein bestehen. Graf Felix Friedrich von Flemming (1661–1738), Richter am Wismarer Tribunal, Erblandmarschall in Pommern, wurde 1697 mit dem Gut belehnt, das bis dahin ein Schwerin'sches Lehen war. Es kam danach an seinen Sohn Ernst Bogislaus von Flemming.
Die Kirche in Iven ist ein Findlingsbau mit abgewalmten Dach, die im 17. Jahrhundert entstand. Sie wurde auf den Fundamenten und Mauerresten der ursprünglichen mittelalterlichen Kirche errichtet. Sie besitzt einen eingebundenen querrechteckigen Westturm. Er ist aus Holz und trägt einen kräftigen, überkragten achteckigen Helm. Die Fenster der Kirche sind klein, mit sehr flachen Bögen geschlossen und hochgelegen. Die Kapellen, die jeweils an der Nord- und Südseite angebaut wurden, sind schlicht gehalten.
Besonderheit bei Iven sind die im östlichen Waldgebiet befindlichen und als Bodendenkmal registrierten 5 Schälchensteine.
1742 fiel Iven aus der Lehnshoheit gegenüber dem Landesherrn heraus, es wurde allod, also ein freies Gut, freies Eigentum der Familie von Flemming. Felix Hans Karl  Adolf Reichsgraf von Flemming auf Iven war seit 1853 mit Klotilde Karoline von Forcade de Biaix verheiratet. Die Ehe blieb kinderlos. So ging Iven vor 1905 über den Erbweg an die hugenottische Adelsfamilie des Verwandten Friedrich (Fritz) von Forcade de Biaix mit gepachteten zeitweiligen Hauptwohnsitz auf dem von Rochow`schen Gutshaus Stülpe, Brandenburg. Von diesem erwarb es 1910 Wilhelm von Schwerin-Janow a. d. H. Rehberg-Wustrau (1866–1945). Die Landwirtschaft des Gutes war zum Zeitpunkt der Übernahme noch (bis 1917) verpachtet. Iven hatte in etwa eine Gutsgröße von 1145 ha, samt Vorwerk Flemmingsfelde. Eigentlich hatte Schwerin Iven für seinen Sohn Albert erworben, er starb aber 1940 im Krieg. So wurde der 1930 geborene Enkel Joachim von Schwerin zum Erben bestimmt, was nachfolgend durch die Bodenreform nicht mehr möglich wurde. Noch 1939 im letztmaligen amtlich publizierten Landwirtschaftlichen Adressbuch für Pommern werden für Iven mit Flemmingsfelde genau 1129 ha Größe benannt, Verwalter war Gerd von Rosenstiel-Gr. Below. Die gleiche Quelle benennt August Fannrich als Hofbesitzer von 43 ha in Iven (Abbau).
Das Gutshaus wurde abgerissen. Erhalten blieben das Inspektorenhaus, das heute bewohnt ist, sowie zwei flankierende Scheunen, davon eine mit einer beschädigten Glocke am Giebel.

### Flemmingsfelde (Wüstung)
Bei Iven war in der Vergangenheit ein Ortsteil Flemmingsfelde verzeichnet. Noch 1835 wurde der Ort als zu Iven gehörig bezeichnet, 1865 bei Berghaus aber als eigenständige Ortschaft Flemmingsfelde. Der Name wurde analog dem Besitzernamen des Gutes Iven – der Familie von Flemming, gewählt. 1874 werden 18 Einwohner in einer Statistik bestätigt, dazu ein Wohnhaus. Auch in den Messtischblättern 1880 oder 1920 wird der Ort als Vorwerk zum Rittergut Iven als eigenständig aufgezeichnet. Wann genau der Ort wüst wurde, ist noch unklar, wahrscheinlich aber zu DDR-Zeiten der 1970er Jahre, als bei der Industrialisierung der Landwirtschaft kleine Ansiedlungen, abgelegene Höfe und Feldraine beseitigt wurden.
Bei Flemmingsfelde ist der „Steinreichtum“ auffallend, mit einem Großsteingrab im Südwesten, den vielen langgestreckten Steinriegeln und vielen Lesesteinansammlungen.

## Politik

### Gemeindevertretung und Bürgermeister
Der Gemeinderat besteht (inkl. Bürgermeister) aus 6 Mitgliedern. Die Wahl zum Gemeinderat am 26. Mai 2019 hatte folgende Ergebnisse:
| Partei/Bewerber | Prozent | Sitze |
| --------------- | ------- | ----- |
| CDU             | 100,00  | 6     |

Bürgermeister der Gemeinde ist Harald Weissig (CDU), er wurde mit 83,65 % der Stimmen gewählt.

### Wappen, Flagge, Dienstsiegel
Die Gemeinde verfügt über kein amtlich genehmigtes Hoheitszeichen, weder Wappen noch Flagge. Als Dienstsiegel wird das kleine Landessiegel mit dem Wappenbild des Landesteils Vorpommern geführt. Es zeigt einen aufgerichteten Greifen mit aufgeworfenem Schweif und der Umschrift „GEMEINDE IVEN * LANDKREIS VORPOMMERN-GREIFSWALD“.

## Sehenswürdigkeiten
- Kirche Iven mit barocker Einrichtung (Schnitzereien)
- In der Umgebung 7 Schälchensteine (Kultsteine) aus der Bronzezeit

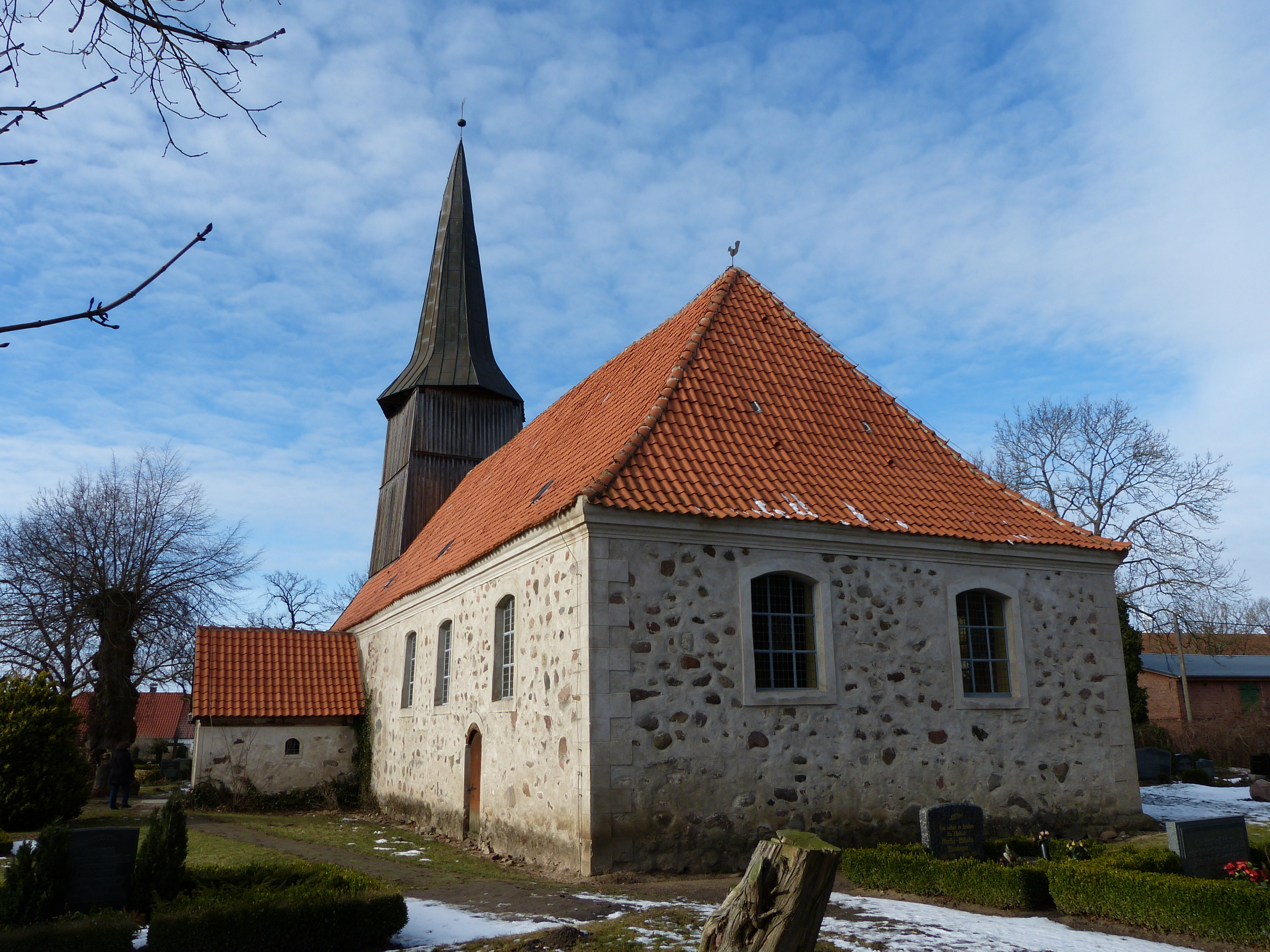
Kirche Iven
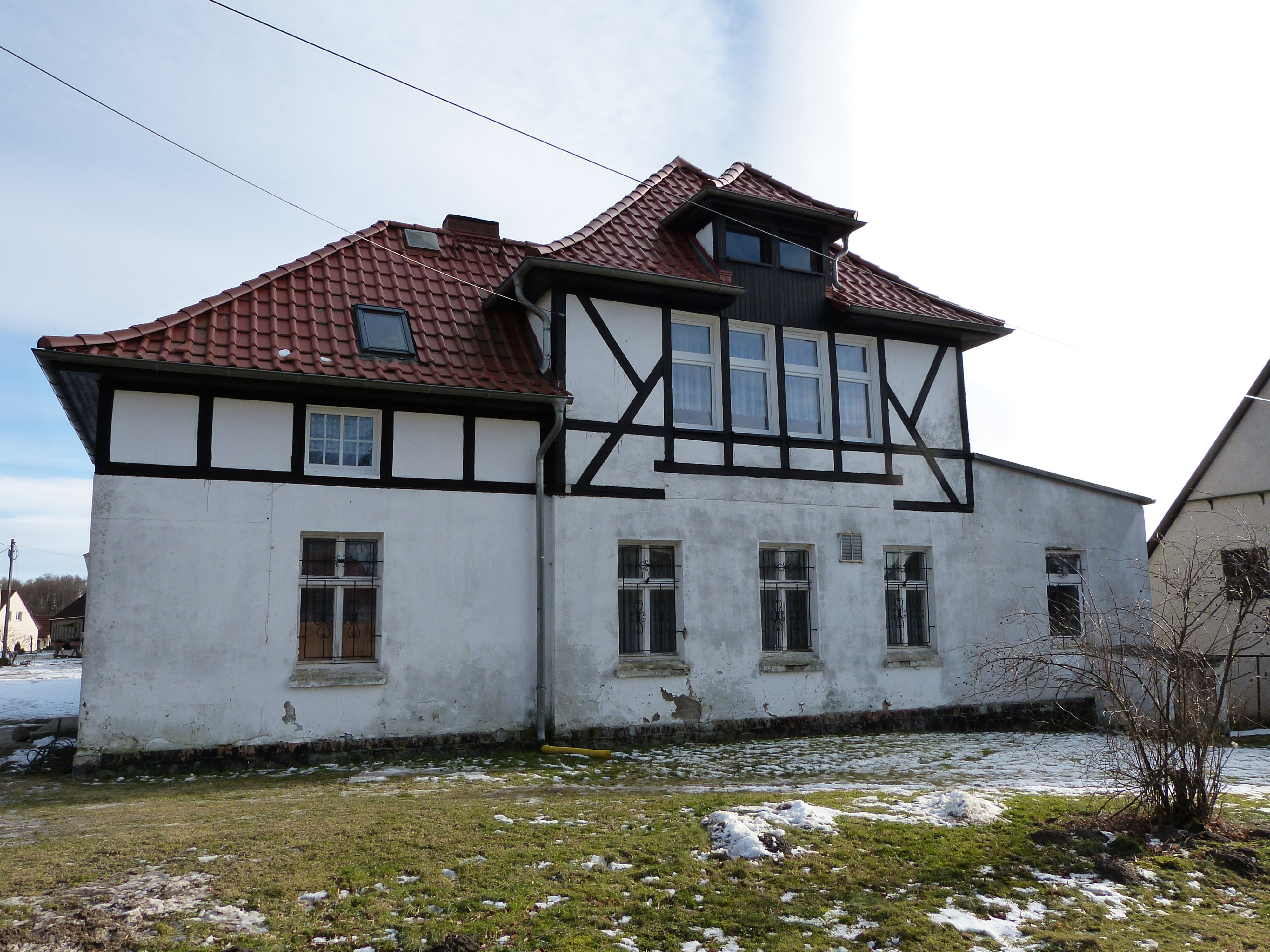
Dorfkrug

## Persönlichkeiten
- Felix Friedrich von Flemming (1661–1738), Richter am Wismarer Tribunal, Erblandmarschall in Pommern, Epitaph in der Ivener Kirche
- Georg Detlev von Flemming (1699–1771), polnisch-sächsischer General, litauischer Großschatzmeister
- Ernst Bogislaus von Flemming (1704–1764), preußischer General
- Fritz Helfritz (1790–1848), Jurist, Gutspächter, Amtmann und Freimaurer
- Hugo Helfritz (1827–1896), Bürgermeister von Greifswald, preußischer Politiker
- Walter Schwabedissen (1896–1989), Generalleutnant der Luftwaffe der Wehrmacht